# Лаги-Вале (Авелино)
Лаги-Вале је насеље у Италији у округу Авелино, региону Кампанија.
Према процени из 2011. у насељу је живело 45 становника. Насеље се налази на надморској висини од 565 м.